# 天主教埃庫洛比亞教區
天主教埃庫洛比亞教區是一個於2020年3月5日成立的尼日利亞天主教教區，屬奧尼查總教區。教區管轄埃庫洛比亞、阿奇納和阿克普，面積為675.8平方公里。
教區於2020年時有60萬2115位教友（佔轄區人口61.2%）、82個堂區和252位司鐸，主教座堂為聖若瑟主教座堂。現任教區主教為伯多祿·厄貝雷·奧克帕萊凱。